# الجمعية التشريعية للمقاطعة اليهودية الذاتية
الجمعية التشريعية للأوبلاست اليهودية الذاتية (بالروسية: Законодательное собрание Еврейской автономной области، باليديشية: לעגיסלאַטיווע אַסעמבלי פון די אידישע אַוטאָנאָמאָוס קאנט) هو البرلمان الجهوي ذو الغرفة الواحدة للأوبلاست اليهودية الذاتية، إحدى الكيانات الفيدرالية في روسيا. في انتخابات 2016، حاز حزب روسيا الموحدة على 13 مقعدا، الحزب الليبرالي الديمقراطي الروسي على 3 مقاعد، الحزب الشيوعي لروسيا الاتحادية على مقعدين وحزب روسيا العادلة على مقعد واحد.

## التمثيل في مجلس الاتحاد
أنتونوف ، جينادي ألكسيفيتش (1994-1996)
فافيلوف ، ستانيسلاف فلاديميروفيتش (1996-2007)
ليستوف ، بوريس بافلوفيتش (2007-2009)
جباروف فلاديمير ميخائيلوفيتش-النائب الأول لرئيس لجنة مجلس الاتحاد للشؤون الدولية (من 2009 إلى الوقت الحاضر)